# فالو دي نيرا
فالو دي نيرا (بالإيطالية: Vallo di Nera)‏ هي بلدية في مقاطعة بيرودجا في إقليم أومبريا في إيطاليا.

## السكان
في سنة 1861 بلغ عدد السكان 806 نسمة، وتطور العدد ليصل في سنة 2011 لـ 401 نسمة.
يظهر هذا المخطط البياني تطور النمو السكاني لـ فالو دي نيرا

## معرض صور

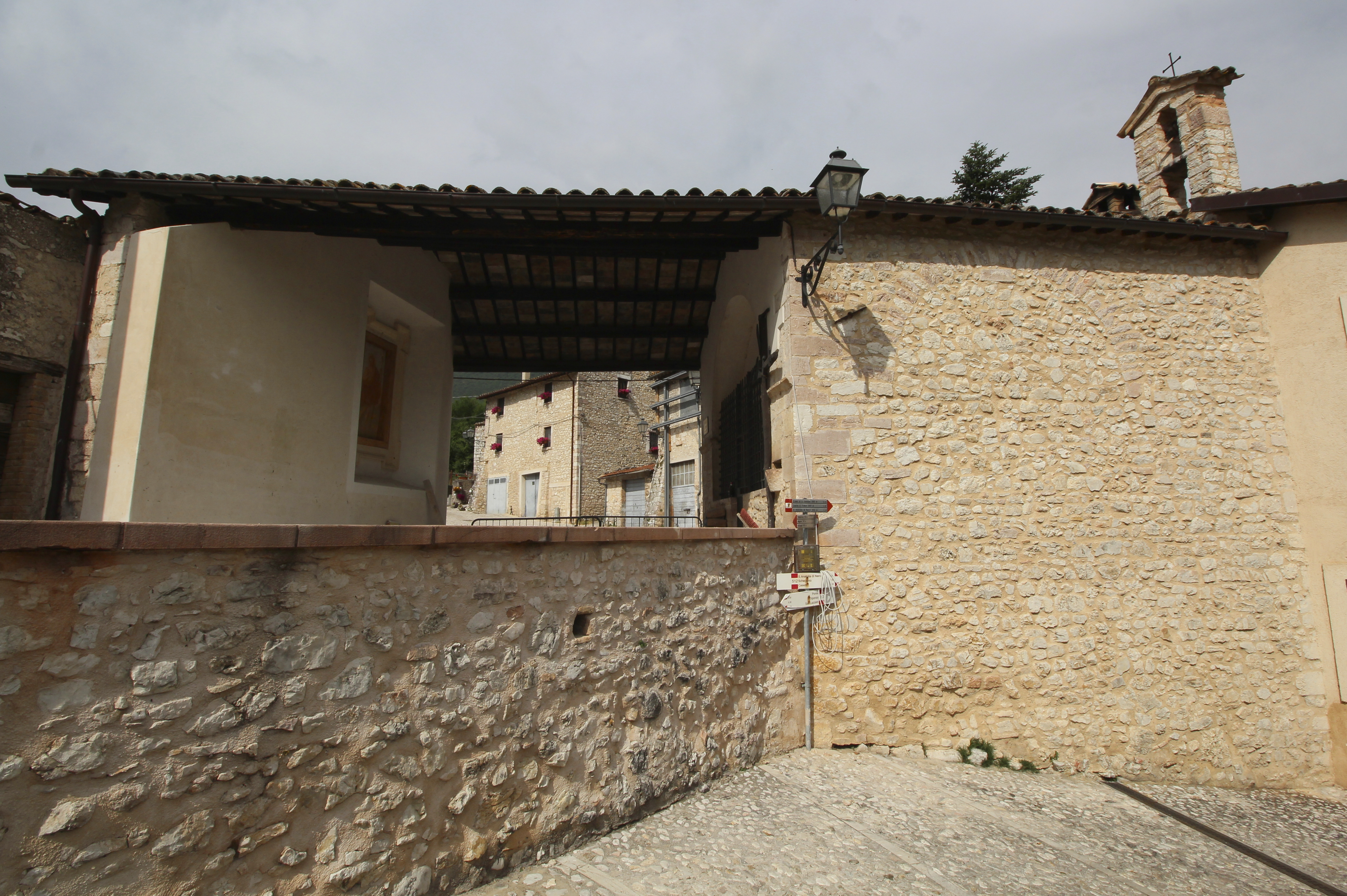
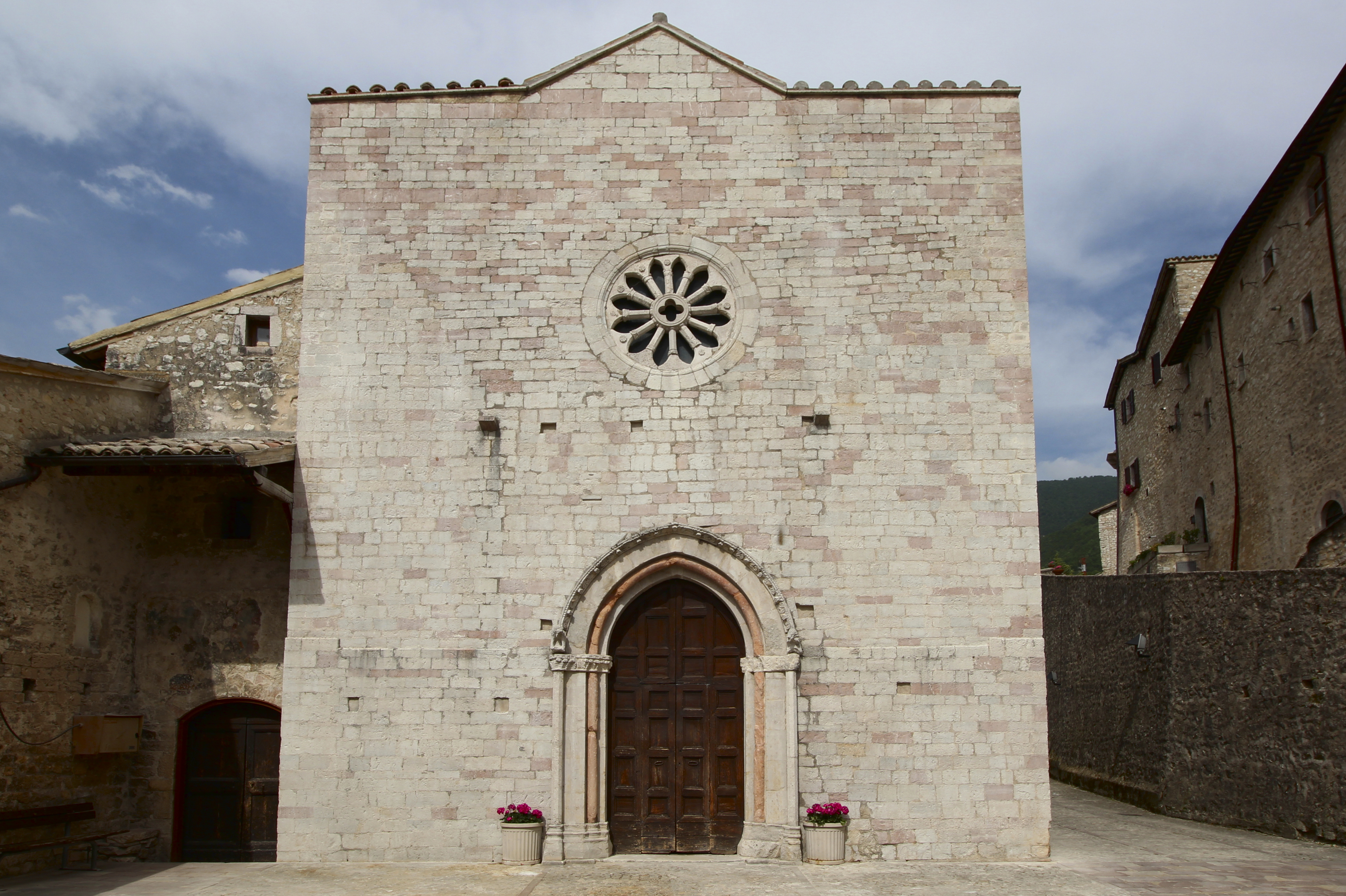
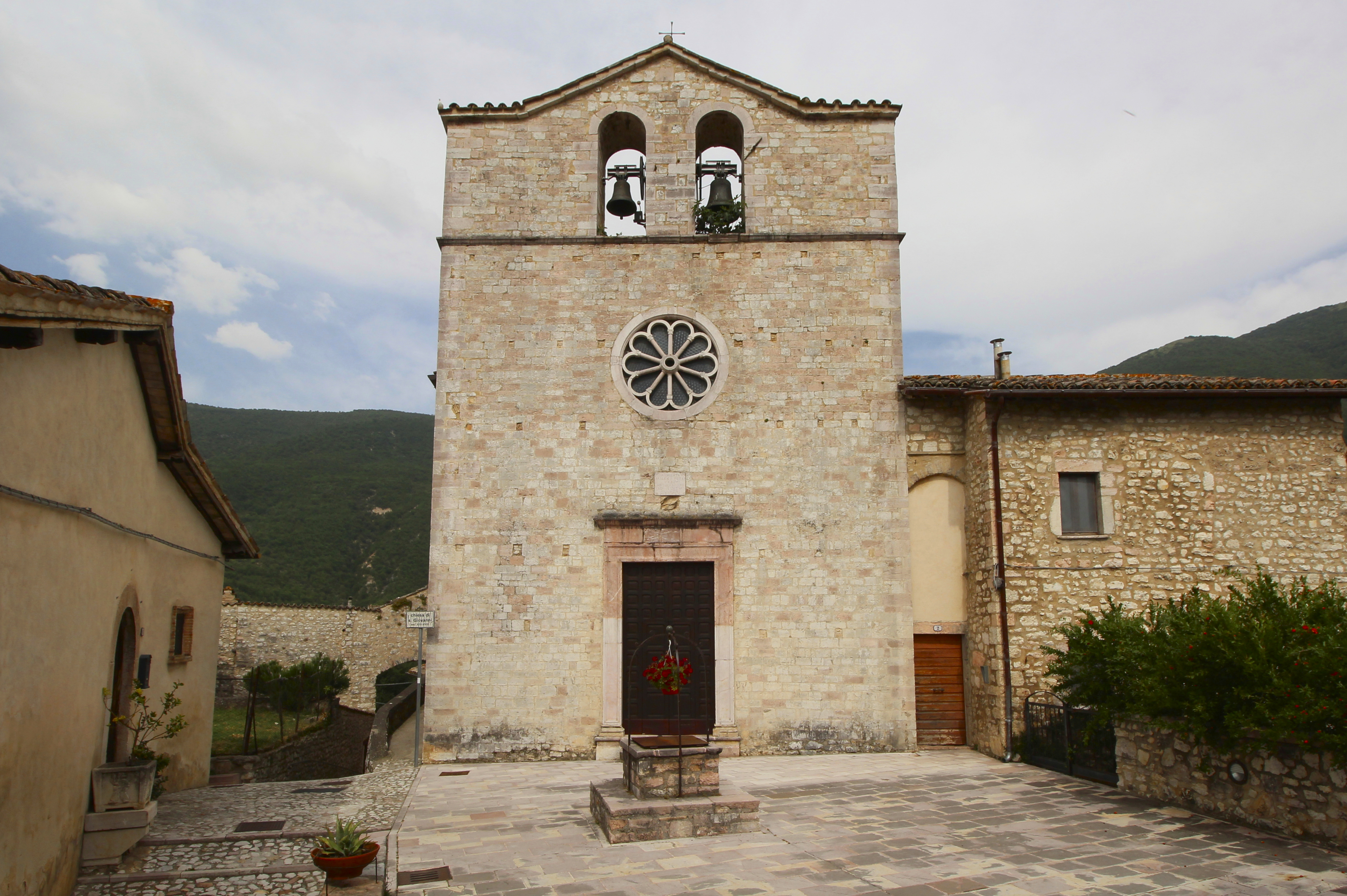